# 西山聡
西山 聡（にしやま さとし、1975年9月13日 - ）は、日本の俳優である。身長163cm。体重54kg。趣味は映画鑑賞。特技は絵画制作、大きい声をだすこと、陸上競技。所属事務所はスターダス・21。

## 略歴
福島県出身。学生演劇をきっかけに俳優を始める。
- 1996年から2002年まで劇団プレイヤーズアナログデシタリズムに所属。脚本も担当。
- 2002年、クロム舎旗揚げ。以後クロム舎の全ての作品に作・演出。
- 2006年、解散。
- 2007年、劇団ブラジルに正式に所属（2003年より構成員として参加）。
- 身長163cmの小さな体から放たれる小気味いい演技で、子供の無邪気さと男の哀愁を兼ね備える、小動物のような俳優。

## 出演

### テレビドラマ
- モンスターペアレント（フジテレビ・2008年7月 - 9月） - 第5話 記者 役
- 松本清張生誕100年特別企画・疑惑（テレビ朝日・2009年1月24日）
- 救命病棟24時 第4シリーズ（フジテレビ・2009年7月 - 9月） - 佐伯透 (看護師) 役
- 相棒 Season 10 （テレビ朝日 / 東映・2011年11月30日） - 第7話 鈴木隆明 役
- 土曜ワイド劇場 大崎郁三の事件散歩（テレビ朝日・2012年6月30日） - 浜口武史 役
- ゴーイング マイ ホーム(関西テレビ・2012年10月 - 12月） - 第3 - 第5話 平子英樹 役
- dinner（フジテレビ・2013年1月 ｰ 3月） - 記者 役
- 独身貴族（フジテレビ・2013年10月 - 12月） - 第4話 国原保 役
- 黒服物語 （テレビ朝日・2014年11月28日）第6話 - 住谷栄作 役
- 絆〜走れ奇跡の子馬〜（2017年） - 遠藤雄太
- 隕石家族（フジテレビ・2020年） - 討論番組
- ラジエーションハウスII〜放射線科の診断レポート〜 第6話（2021年11月8日、フジテレビ）- 曽根 役

### 舞台
- ガレージの夜 (2005年)
- 天国 (2007年)
- さよなら、また会う日まで (2008年)
- ロスタイムライフ (2008年)
- ブルーハワイ
- シベリア文太ソロライブ－とろ火－
- ハッピーターン（2024年）[2]

### その他
- FM西東京 ラジオドラマ脚本、演出、出演。
- 企画室ブルート「おもちゃの一生」構成、総合演出。